# Allelon Ruggiero
Allelon Ruggiero es un actor estadounidense cuyo primer papel fue interpretando a Steven Meeks en la película de Peter Weir de 1989 Dead Poets Society.  Asistió a la Philadelphia High School For The Creative And Performing Arts. 

## Filmografía
- 2004 The First Person (corto)
- 2003 Shakespeare's Merchant
- 2002 The Greenskeeper
- 1998 Fallen
- 1998 Joseph's Gift
- 1997 Naked in the Cold Sun
- 1996 The Mirror Has Two Faces
- 1996 Thinner
- 1995 12 Monkeys
- 1995 Eyes Beyond Seeing
- 1992 Law & Order (serie TV)
- 1991 Mannequin Two: On the Move
- 1989 Dead Poets Society